# Ситник Серафима Захарівна
Ситник Серафима Захарівна (нар. 1912, Єлисаветград, Херсонська губернія, Російська імперія — 1944, невідомо) — радянська військовослужбовиця, що перейшла під час німецько-радянської війни на бік Німеччини.

## Біографія
Народилася 1912 року у Єлисаветграді.
На службу до РСЧА вступила ще 1932 року. З 1938 — член ВКП (б)/КПРС. У 1939—1940 роках брала участь у війні з Фінляндією.
Учасниця німецько-радянської війни. У грудні 1941 року капітан Серафима Ситник, будучи командиром батальйону 49 полку зв'язку 21-ї армії, була нагороджена орденом Червоного Прапора. Пізніше, вийшовши заміж за командира 205-ї винищувальної авіаційної дивізії — Юрія Нємцевича, добилася переведення на службу до чоловіка. У березні 1943 року, у званні майора та на посаді начальника зв'язку 205-ї винищувальної авіадивізії, була удостоєна ордена Вітчизняної війни II ступеня.
29 жовтня 1943 року літак «У-2», в якому знаходилася Серафима Ситник, перелітав на інший аеродром і був збитий над селом 5-та Миколаївка Петрівського району Кіровоградської області. Наказом № 02328 від 24.12.1943 року ГУК НКО була виключена зі списків Червоної армії як загибла 29 жовтня 1943. Проте поранена Серафима потрапила до полону. Лікувалася в містечку Моріцфельді в однойменному таборі для військовополонених. Німці вирішили завербувати радянського майора та члена партії, для цього вони знайшли та привезли до неї в госпіталь її рідну матір із сином Валерієм (яких Серафима вважала загиблими).
Побачивши живих та неушкоджених своїх рідних, які, як стверджувала радянська пропаганда, нібито були замучені німцями, Серафима Ситник погодилася боротися проти більшовиків і була зарахована до авіаційної групи Російської визвольної армії. Однак за станом здоров'я (через своє поранення) пробула там недовго, перейшовши до відділу пропаганди РВА. Вона стала автором пропагандистської агітки «К русским женщинам и девушкам!». Виступала також із промовами по радіо, закликаючи переходити на бік німців, для боротьби проти більшовизму. Її фотографії зі зверненнями друкували у колабораціоністській пресі та на листівках, які розкидали над радянськими позиціями.
Достовірних відомостей про подальшу долю Серафими Ситник немає. За однією версією, нібито запідозривши Серафиму у бажанні повернутися до СРСР, німці здійснили провокацію, в результаті якої переконалися, що вона мріє про повернення, після чого Серафиму розстріляли разом із рідними у 1944 році. За іншою версією вважається, що Серафима із сином дожили до кінця війни, і побоюючись кари за зраду, вирішили не повертатися до СРСР, оселившись десь у Західній Європі.
Брат Серафими Ситник — лейтенант Ситник Йосип Захарович (уродженець Єлисаветграду 1907 року), також був льотчиком — заступником командира ескадрильї 688-го штурмового авіаційного полку 228-ї штурмової авіадивізії 8-ї Повітряної армії. Загинув під час виконання бойового завдання 13 серпня 1942 року під час Сталінградської битви та був похований у братській могилі у селі Мариновка Калачевського району нині Волгоградської області.
Чоловік Серафими Ситник — Юрій Олександрович Нємцевич, у червні 1944 року був усунений з посади та направлений у тил, на посаду заступника командира з льотної підготовки 3-ї Червонопрапорної авіабригади ВПС ПриВО. У лютому 1945 року він був призначений командиром 250-ї винищувальної авіаційної дивізії у складі 9-ї армії Далекосхідного фронту і взяв участь у війні з Японією. Вийшов у відставку 1947 року в званні генерал-майора, помер у Москві 1956 року.